# 约翰·巴特尔
约翰·悉尼·巴特尔（英語：John Sidney Battle，1962年11月9日—），美国NBA联盟前职业篮球运动员。他在1985年的NBA选秀中第4轮第14顺位被亚特兰大鹰选中。